# Bukovník kapraďovitý
Bukovník kapraďovitý (Gymnocarpium dryopteris) je vytrvalá kapradina. Je možné ho nalézt především v období od května do října. Nejčastěji se vyskytuje na zastíněných stanovištích (stinné lesy, skály, sutě), důležitý je kyselý podklad.

## Popis
Bukovník kapraďovitý je vytrvalá kapradina s lesklým, černohnědým, větveným a plazivým oddenkem. Jednotlivé listy nevytváří růžici, jsou 35 až 50 cm dlouhé, převážně lysé, 2x až 3x zpeřené. V obrysu jsou trojúhelníkovité, složené ze 3 až 6 vstřícných lístků, z nichž dolní (1 nebo 2) jsou krátce řapíkaté, ostatní přisedlé. Dolní lístky jsou zpeřené, vyšší peřenosečné až peřenodílné.
Výtrusnicové kupky jsou od sebe zřetelně oddělené, okrouhlé až eliptické, bez ostěr. Vyrůstají na spodních okrajích lístků. Výtrusy zrají v období červenec až srpen.

## Šíření/strategie
Bukovník se vegetativně šíří rozrůstáním oddenku, Spóry (výtrusy) přenáší vítr.

## Rozšíření a stanoviště

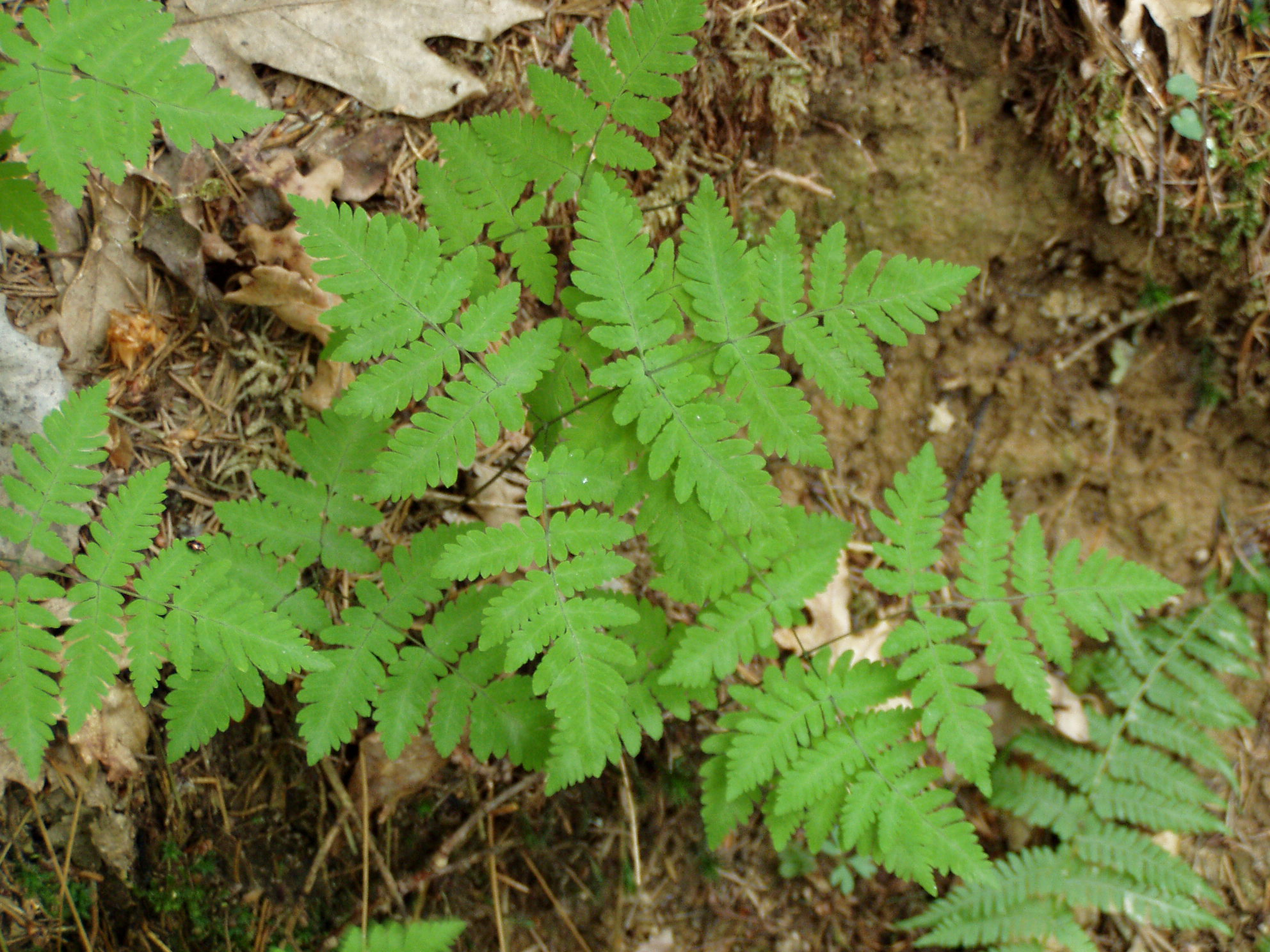
Bukovník kapraďovitý

Bukovník kapraďovitý roste v téměř celém mírném pásmu severní polokoule (Kavkaz, západní Sibiř, Dálný východ, Kamčatka, Severní Amerika).
V Evropě neroste pouze v jejích nejjižnějších částech.
Na celém území České republiky se vyskytuje hojně od pahorkatin po podhorské oblasti, vzácně v teplých oblastech a v nejvyšších polohách hor (min.. Lednice (okres Břeclav), 180 m n. m.; max.: Krkonoše, Úpská jáma, 1300 m n. m., Hrubý Jeseník, Velká Kotlina, 1320 m n. m.). Roste převážně na kyselém podkladě na zastíněných stanovištích (stinné lesy, skály, sutě).

## Zajímavosti
Tato kapradina vytváří značně pomalu kořeny a proto je velmi citlivá k poranění kořenových špiček.